# Gare d'Haversin
La gare d'Haversin est une ancienne gare ferroviaire belge de la ligne 162, de Namur à Sterpenich (frontière du Luxembourg), située au village d'Haversin sur le territoire de la commune de Ciney, dans la province de Namur en Région wallonne.
Elle est mise en service en 1858 par la Grande compagnie du Luxembourg. C'est aujourd'hui une halte voyageurs de la Société nationale des chemins de fer belges (SNCB).

## Situation ferroviaire
Établie à 316 m d'altitude, la gare d'Haversin est située au point kilométrique (PK) 39,10 de la ligne 162, de Namur à Sterpenich (frontière du Luxembourg), entre les gares ouvertes de Chapois et Aye.

## Histoire
La ligne de Namur à la frontière du Luxembourg est mise en service par sections en 1858 par la Grande compagnie du Luxembourg. Elle ouvre au service la section de Ciney à Grupont, dotée d'une gare à Haversin, le 17 juillet 1858. En 1867 la station d'Haversin est la cinquième de la ligne à 39 km de Namur.
Le 13 mai 1966, le roi Baudouin et Élisabeth II, reine d'Angleterre, font halte à Haversin après une visite au château de Ciergnon, à Ciergnon, et prennent le train pour Bruxelles .
Vers 2010-2013, Infrabel a procédé à la suppression du passage à niveau qui jouxtait la gare ainsi que d'un passage piéton traversant les voies plus au nord, au profit de deux tunnels pour piétons et d'une déviation routière avec un tunnel sous voies et un parking au niveau de l'ancienne cour à marchandises.
En 2016, la commune et les riverains ont réclamé de nouveaux aménagements pour sécuriser la traversée des voies après un accident mortel qui a coûté la vie à deux moniteurs qui encadraient un groupe d'enfants. Infrabel a réagi en aménageant de nouvelles clôtures.

### Le bâtiment de la gare

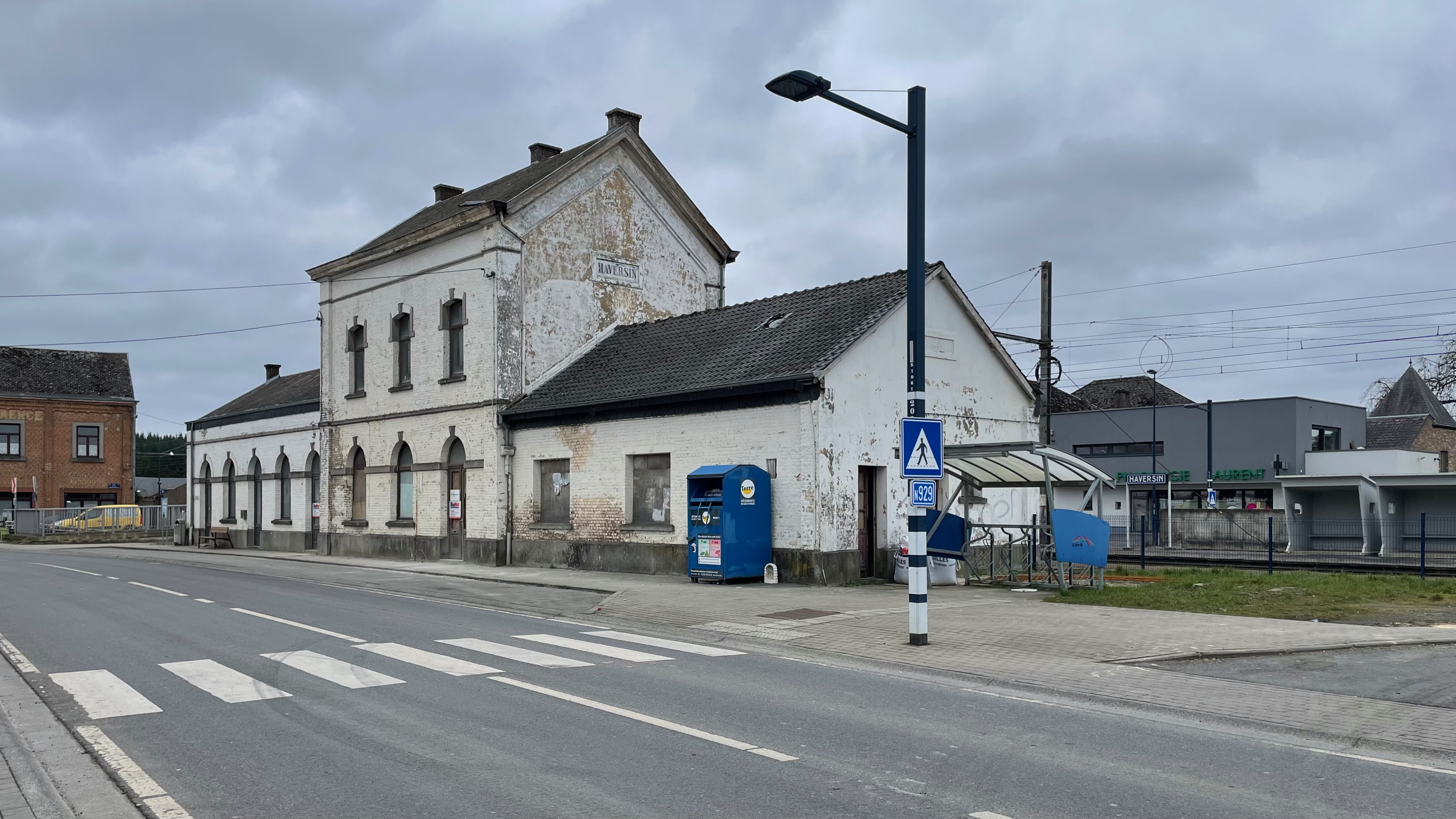
Bâtiment de la gare côté rue.

En 1887, Haversin se voit doter d'un nouveau bâtiment de gare.
Il s'agit d'un bâtiment atypique, unique en Belgique représentant une forme hybride entre les gares type 1881 (comme celle de Naninne sur la même ligne) et celles type 1873 (dont plusieurs ont été érigées sur l'Athus-Meuse et entre Rochefort et Wanlin sur la ligne 150).
Sa façade est en briques (initialement recouverte d’enduit) et présente des pilastres d'angle mais aucun pilastre entre les travées. Les pignons ne possèdent aucun percement et le corps central est plus haut que sur les gares type 1873 ou 1881, ce qui donne un espace important entre les seuils des fenêtres du premier étage et la corniche. La disposition des fenêtres de chaque étage, la forme des fenêtres de l'étage supérieur, leurs ornements décoratifs avec une clé en pierre et l’agencement des ailes est quant à lui identique au plan type 1873 (l’aile de service avait un toit plat désormais modifié). En revanche, le rez-de-chaussée reprend les baies arrondies et le bandeau de pierre du type 1881 mais la façade est exempte des pilastres et frises typique du type 1881,. En outre, la forme du corps central est celle du type 1873 et cette gare emploie la gouttière flamande typique du type 1873.
Sa disposition est d’une aile gauche de cinq travées à gauche et d’une aile basse à droite (à toit plat puis rehaussée avec une toiture à deux pans).
Après plusieurs années de fermeture aux voyageurs, où une aile était occupée par une friterie et le reste était inoccupé, son état s'est dégradé. En 2017, la municipalité de Ciney a demandé à Infrabel la démolition ou la vente de ce bâtiment, qui est désormais à vendre depuis 2018.

## Service voyageurs

### Accueil
Halte de la SNCB, c'est un point d'arrêt non gardé (PANG). Elle dispose de deux quais avec abris. Le passage en sécurité d'un quai à l'autre se fait par le passage sous voies.

### Desserte
Haversin est desservie toutes les deux heures, en semaine comme les week-ends, par des trains L circulant entre Ciney et Rochefort-Jemelle.
En semaine, cette desserte est renforcée, le matin, par un train P de Namur à Luxembourg et un de Libramont à Ciney ; l’après-midi par un train P de Namur à Rochefort-Jemelle et un autre de Libramont à Ciney.

### Accessibilité
La gare ne dispose que de quais bas. En revanche, les deux tunnels sous voie sont munis d'accès en pente douce.

### Intermodalité
Des places de parking sont disponibles pour les véhicules devant l'ancien bâtiment voyageurs et un parking a été créé près du tunnel routier. Le site est desservi par des bus du réseau TEC Namur-Luxembourg.

## Comptage voyageurs
Le graphique et le tableau montrent le nombre de passagers qui en moyenne embarquent durant la semaine, le samedi et le dimanche.
| Nombre de voyageurs qui embarquent à la gare de Haversin | Nombre de voyageurs qui embarquent à la gare de Haversin | Nombre de voyageurs qui embarquent à la gare de Haversin | Nombre de voyageurs qui embarquent à la gare de Haversin |
|                                                          | Semaine                                                  | Samedi                                                   | Dimanche                                                 |
| -------------------------------------------------------- | -------------------------------------------------------- | -------------------------------------------------------- | -------------------------------------------------------- |
| 1977                                                     | 154                                                      | 62                                                       | 46                                                       |
| 1978                                                     | 201                                                      | 62                                                       | 57                                                       |
| 1979                                                     | 179                                                      | 62                                                       | 35                                                       |
| 1980                                                     | 161                                                      | 66                                                       | 39                                                       |
| 1981                                                     | 148                                                      | 50                                                       | 30                                                       |
| 1982                                                     | 153                                                      | 30                                                       | 38                                                       |
| 1983                                                     | 138                                                      | 42                                                       | 38                                                       |
| 1984                                                     | 122                                                      | 19                                                       | 33                                                       |
| 1985                                                     | 129                                                      | 24                                                       | 25                                                       |
| 1986                                                     | 107                                                      | 19                                                       | 27                                                       |
| 1987                                                     | 112                                                      | 21                                                       | 23                                                       |
| 1988                                                     | 121                                                      | 27                                                       | 32                                                       |
| 1989                                                     | 117                                                      | 17                                                       | 28                                                       |
| 1990                                                     | 100                                                      | 19                                                       | 33                                                       |
| 1991                                                     | 96                                                       | 27                                                       | 25                                                       |
| 1992                                                     | 98                                                       | 18                                                       | 27                                                       |
| 1993                                                     | 103                                                      | 13                                                       | 9                                                        |
| 1994                                                     | 115                                                      | 10                                                       | 15                                                       |
| 1995                                                     | 99                                                       | 9                                                        | 8                                                        |
| 1996                                                     | 94                                                       | 16                                                       | 12                                                       |
| 1997                                                     | 120                                                      | 5                                                        | 9                                                        |
| 1998                                                     | 111                                                      | 6                                                        | 8                                                        |
| 1999                                                     | 80                                                       | 10                                                       | 8                                                        |
| 2000                                                     | 109                                                      | 8                                                        | 34                                                       |
| 2001                                                     | 115                                                      | 9                                                        | 41                                                       |
| 2002                                                     | 98                                                       | 10                                                       | 8                                                        |
| 2003                                                     | 108                                                      | 22                                                       | 14                                                       |
| 2004                                                     | 99                                                       | 18                                                       | 19                                                       |
| 2005                                                     | 119                                                      | 30                                                       | 16                                                       |
| 2006                                                     | 112                                                      | 16                                                       | 19                                                       |
| 2007                                                     | 104                                                      | 22                                                       | 43                                                       |
| 2008                                                     | -                                                        | -                                                        | -                                                        |
| 2009                                                     | 122                                                      | 25                                                       | 24                                                       |
| 2010                                                     | -                                                        | -                                                        | -                                                        |
| 2011                                                     | -                                                        | -                                                        | -                                                        |
| 2012                                                     | 116                                                      | 18                                                       | 33                                                       |
| 2013                                                     | 155                                                      | 17                                                       | 19                                                       |
| 2014                                                     | 136                                                      | 40                                                       | 40                                                       |
| 2015                                                     | 100                                                      | 28                                                       | 18                                                       |
| 2016                                                     | 103                                                      | 22                                                       | 24                                                       |
| 2017                                                     | 86                                                       | 33                                                       | 44                                                       |
| 2018                                                     | 75                                                       | 19                                                       | 31                                                       |
| 2019                                                     | 90                                                       | 28                                                       | 18                                                       |
| 2020                                                     | 68                                                       | 14                                                       | 13                                                       |
| 2021                                                     | -                                                        | -                                                        | -                                                        |
| 2022                                                     | 143                                                      | 41                                                       | 38                                                       |
| 2023                                                     | 96                                                       | 23                                                       | 24                                                       |
| 2024                                                     | 95                                                       | 34                                                       | 35                                                       |